# An Olive Grove Facing the Sea
"An Olive Grove Facing the Sea" é uma canção da banda de rock norte-irlandesa Snow Patrol, que está no álbum When It's All Over We Still Have to Clear Up de 2001. Uma nova versão foi lançada como single do álbum Up to Now.

## Faixas
- UK iTunes:[1]

1. "An Olive Grove Facing the Sea" (versão de 2009) – 4:59

## Pessoal
Snow Patrol
- Gary Lightbody – guitarra, vocal
- Mark McClelland – baixo
- Jonny Quinn – bateria

Outros
- Fly by Heart – coro
- Rob Dillam – violão
- John Todd – trombeta

## Recepção da crítica
"An Olive Grove Facing the Sea" foi bem elogiada pelos críticos. Foi chamado de "bonita" e "comovente" e elogiada por empregar uma orquestra. Também foi considerada como um exemplo da "beleza rústica lo-fi" dos primeiros discos da banda. No aspecto negativo, uma resenha para a RTÉ disse que a natureza pessimista da música era assustadora. Foi criticada (junto com o resto do álbum) por ser "inoportuno" e ter "emoções mal gastas". Nos anos seguintes, foi chamada de "clássico frio" e "um autêntico arrancador de lágrimas". A revista britânica Drowned in Sound, em 2009, afirmou que a canção era para ser tocado para qualquer um que não tivesse respeito suficiente pelo Snow Patrol como banda. Scott Juba, escrevendo para o site The Trades, elogiou o single como "o verdadeiro ponto algo dos dois LPs" (Songs for Polarbears e When It's All Over We Still Have to Clear Up). Ele passou a descrevê-la como "uma das melhores canções" que já tinha ouvido e que "pinta um belo quadro dos anseios de amor e contém drama silencioso e emoção calmante o suficiente para envolver completamente o ouvinte em cada palavra do eloqüente letras escritas".